# Vagabond Ways
Vagabond Ways est le 16e album studio de Marianne Faithfull, sorti en juin 1999 chez Virgin Records et co-produit par Daniel Lanois et Mark Howard. Daniel a écrit trois chansons pour Marianne, Great expectations en duo avec elle et After the ceasefire avec Frank McGuiness ainsi que Marathon Kiss paroles et musique. On y retrouve aussi une chanson écrite par Roger Waters, Incarceration of a Flower Child sur laquelle il joue la basse et les claviers, on se rappelle que Waters avait invité Marianne le 21 août 1990 lors de son concert The Wall Live in Berlin alors qu'elle jouait la mère de Pink. Il y a aussi une chanson du duo Elton John/Bernie Taupin, For Wanting You et une reprise de Leonard Cohen, Tower Of Song. Côté musiciens, Daniel Lanois, Barry Reynolds et Mark Howard viennent donner un coup de main alors qu'Emmylou Harris fait les chœurs. 

## Liste des titres
1. Vagabond Ways (Marianne Faithfull, David Courts) – 3:22
2. Incarceration of a Flower Child (Roger Waters) – 5:34
3. File It under Fun from the Past (Marianne Faithfull, Barry Reynolds) – 4:50
4. Electra (Marianne Faithfull, Barry Reynolds, Frank McGuinness) – 3:24
5. Wilder Shores of Love (Marianne Faithfull, Barry Reynolds, Guy Pratt) – 5:40
6. Marathon Kiss (Daniel Lanois) – 4:00
7. For Wanting You (musique par Elton John, texte par Bernie Taupin) – 3:57
8. Great Expectations (Marianne Faithfull, Daniel Lanois) – 3:13
9. Tower of Song (Leonard Cohen) – 4:35
10. After the Ceasefire (Daniel Lanois, Frank McGuinness) – 4:22

## Personnel
- Marianne Faithfull : Chant
- Daniel Lanois : Guitare (6, 8), basse (8), batterie (8), percussions (8), boucles (10), production (6, 8, 10)
- Barry Reynolds : Guitare (1, 3, 4, 5, 9), guitare tremolo (2), guitare slide (1, 4, 9), basse (5),  piano (3)
- Michael Chaves : Guitares acoustique et électrique (2)
- Victor Indrizzo : Guitare (1)
- Mark Howard : Claviers, orgue, synthétiseur (2), percussions (10), boucles (2), mixing, production (6)
- Glenn Patscha : Claviers, piano (10), synthétiseur, pédales basse, arrangements de cordes, vibraphone (10)
- Christopher Thomas : Basse (1, 2, 3, 9), basse fuzz (2), contrebasse (4)
- Roger Waters : Basse, claviers (2)
- Novi Novog : Violon alto
- Stephanie File : Violoncelle
- Brian Blade : Batterie (1, 3, 5, 6, 9), percussions (3)
- Danny Frankel : Batterie (2), percussions (2)
- Daryl Johnson : Chœurs
- Emmylou Harris : Chœurs (6)

## Production
- Daniel Lanois, Mark Howard : Production
- Simon Francis, Zac Allentuck : Ingénieurs
- Ellen von Unwerth - Photographies